# Reput
Reput (auch Repu, Reput-Iunu) bezeichnete im Alten Ägypten einen tragbaren göttlichen Schrein, in welchem das Kultbild einer Gottheit oder einer vergöttlichten Person platziert war. Als Ritualbild ist Reput bereits in der Frühzeit belegt. In den Pyramidentexten verkörperte es als „Reput von Helipolis“ die Göttin Nut in ihrer Funktion als Gottesmutter.

## Darstellung

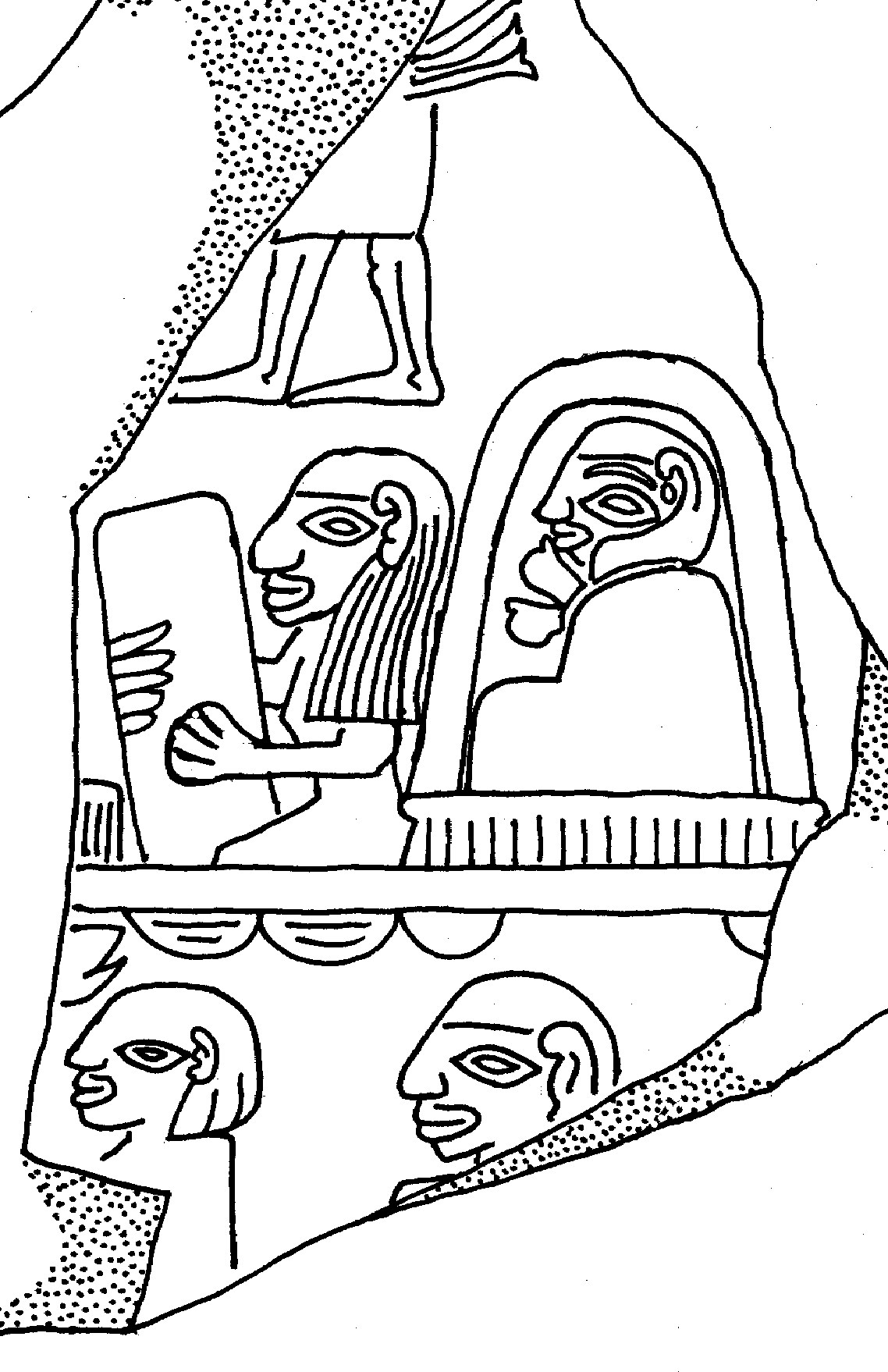
Fragment einer prädynastischen Prunkpalette mit Reput-Sänfte

Ikonografisch ist Reput als tragbarer Schrein auf einer Sänfte mehrmals belegt. Auf der Vorderseite des Schreins ist beispielsweise ein Brustbild einer menschenköpfigen Gottheit mit Kuhohren und Hörnern abgebildet; eventuell zusätzlich mit einer Uräusschlange. Um den Hals trägt sie ein Anch-Zeichen. Zwischen den Stierfüßen war ihr Name „Reput“ eingetragen. Auf den Seitenflächen ist jeweils eine menschengestaltige Figur mit Vogelkopf und Widdergehörn zu sehen, die in einen weiten Mantel eingehüllt ist.

## Mythologische Verbindungen
Das vergöttlichte Kultbild, entweder aus Stein oder Edelmetall hergestellt, ist in der Frühzeit zumeist in Verbindung des Sedfestes belegt, wobei der Schrein von einer mumienähnlichen Person besetzt war, die die Bezeichnung „mesu-nesu“ führte. Die auf Sänften getragene Insigne fand in diesem Zusammenhang bei festlichen Anlässen des Königs Verwendung und wurde beispielsweise als Kultbild in die Feierlichkeiten des gleichnamig begangenen Wiedergeburtsrituals („mesu-nesu“) des „oberägyptischen Königs“ eingebettet, wobei der besondere Festakt „mesu-nesu“ im Zuge des Sedfestes begangen wurde. Als ursprünglich im Schrein abgebildete Person wird der weibliche Partner des Königs in ihrer Mutterrolle vermutet.
Auf dem „Keulenknauf des Skorpion II.“ ist eine Schrein-Sänfte (Reput) abgebildet. Weitere Darstellungen von Reput finden sich daneben auch bei Narmer. Von beiden Herrschern sind große Zepterknaufe erhalten, die mit Reliefs verziert sind. Der Name Reputs ist auf dem „Keulenknauf des Skorpion II.“ nur noch bruchstückhaft als [.]p[.]t erhalten. Die Sänfte hat Löwenpfoten als Füße. In dieser Sänfte ist eine menschliche Gestalt, eingewickelt in hautenge Gewänder und mit langer Löckchenperücke geschmückt, zu erkennen. Der Ägyptologe Toby Wilkinson nimmt an, dass die Kultsänfte wie andere steinerne Gottesbilder auf Schlitten gezogen wurden und vermutete in diesen Darstellungen eine Göttin namens Repit. Er übersetzte entsprechend den Namen mit „die auf der Sänfte“ beziehungsweise „die von der Sänfte“.
In Tell el-Farcha wurde zwischenzeitlich ein weiterer Reput-Schrein entdeckt. Auf der Abbildung ist ein unbekannter König aus der prädynastischen Periode zu erkennen, der den charakteristischen Umhang wahrscheinlich während des Sedfestes trägt. Im Schrein, der auf einer Sänfte getragen wird, sitzt eine Mutter mit einem Kind auf dem Schoß, weshalb Krzysztof Ciałowicz die Möglichkeit in Betracht zieht, dass es sich bei der als „Reput“ abgebildeten Person um die Königsmutter handelt.